# 永利牛乳
永利牛乳株式会社（ながとしぎゅうにゅう）は、福岡県太宰府市に本社を置く、牛乳メーカーである。

## 概要
- 沿革 - 1955年6月 創業
- 役員 - 永利義嗣（会長）、長谷川敏（社長）、長谷川章子（専務）
- 資本金 - 5,000万円

## 事業所
- 本社、工場 - 福岡県太宰府市都府楼南5-5-1

## 事業
- 牛乳の生産・処理、および卸販売